# Toxitiades subustus
Toxitiades subustus är en skalbaggsart som först beskrevs av Leon Fairmaire 1893.  Toxitiades subustus ingår i släktet Toxitiades och familjen långhorningar.
Artens utbredningsområde är Madagaskar. Inga underarter finns listade i Catalogue of Life.